# Peter Tom Willis
Peter Tom Willis (Morris, 4 gennaio 1967) è un ex giocatore di football americano statunitense che ha giocato nel ruolo di quarterback nella National Football League (NFL). Al college giocò a football all'Università statale della Florida

## Carriera
Willis fu scelto nel corso del terzo giro (63º assoluto) del Draft NFL 1990 dai Chicago Bears. Con essi in quattro stagioni disputò ventuno partite, di cui tre come titolare tra il 1992 e il 1993, annata alla fine della quale fu svincolato. Dopo essere rimasto inattivo per quattro anni, tornò in campo con i Tampa Bay Storm della Arena Football League con cui passò due stagioni.

## Statistiche
| Yard passate  | 6     |
| Touchdown     | 15    |
| Intercetti    | 1.261 |
| Passer rating | 54,9  |